# Меклета (Новопокровский район)
Меклета — упразднённый хутор в Новопокровском районе Краснодарского края России. На момент упразднения входил в состав Новопокровского сельского округа. Исключён из учётных данных в 1997 году.

## География
Располагался в истоке реки Меклета (Рассыпная), на границе с Белоглинским районом, в 1,5 км, по прямой, к западу от одноимённого хутора Меклета Белоглинского района.

## История
По некоторым сведениям основан в 1932 году переселенцами из села Новопавловка, хутора Туркино и станицы Новопокровской. В семидесятые годы XX века в нём проживали около двухсот человек. Была начальная школа, фельдшерский пункт, магазин, клуб и библиотека. В 1976 года хуторпопал в число неперспективных, там было запрещено капитальное строительство. После закрытия начальной школы и медпункта жители хутора постепенно начали покидать его.
Постановлением заксобрания Краснодарского края от 30 сентября 1997 года № 714-П хутор исключён из учётных данных.